# Die Schönen von St. Trinians
Die Schönen von St. Trinians (Originaltitel: The Belles of St. Trinian’s) ist eine britische Filmkomödie in Schwarzweiß aus dem Jahr 1954 von Frank Launder. Das Drehbuch verfasste er selbst zusammen mit Sidney Gilliat und Val Valentine. Grundlage dafür waren Zeichnungen und Figuren des Karikaturisten Ronald Searle. Die Hauptrollen sind mit Alastair Sim, Joyce Grenfell, George Cole und Hermione Baddeley besetzt. Zum ersten Mal ins Kino kam der Film am 28. September 1954 in London. In der Bundesrepublik Deutschland hatte er seine Premiere am 1. Februar 1969 im Programm des Zweiten Deutschen Fernsehens (ZDF). 

## Handlung
Die Rückkehr der Mädchen des St. Trinians-Pensionates aus den Ferien bedeutet für die Leute der Umgebung stets den erneuten Einfall der Hunnen: Es gibt keine wildere Schar als die Zöglinge der Miss Millicent Fritton! Hoch her geht’s in St. Trinians. Im Chemiesaal werden Gin und Rum gebrannt; zwei für das Erziehungsministerium verschwundene Schulinspektoren fühlen sich im Sommerhaus der Schule unter der Betreuung des jüngeren Lehrpersonals und der älteren Schülerinnen ausgesprochen wohl, und jedes Hockeyspiel endet mit einem triumphalen Sieg für St. Trinians und vielen Verletzten auf der Gegenseite. Richtig Schwung kommt in die Schule allerdings erst, als die Tochter des Sultans von Makyad auf der Bildfläche erscheint und gleichzeitig ein Pferd ihres  Vaters für den „Gold Cup“ gemeldet wird. die ganze Schule, einschließlich ihrer Leiterin, wettet für oder gegen „Arab Boy“, und Arabella, Clarence Frittons Tochter und Millicnts Nichte, stiehlt das Pferd vor dem Rennen, damit der Favorit ihres Vaters den Pokal gewinnen kann. Doch Arabella und ihre Freundinnen aus der 6. Klasse haben die Rechnung ohne die jüngeren Jahrgänge von St. Trinians gemacht: Um ihre eigenen Wetteinsätze zu retten, wird „Arab Boy“ auf die abenteuerlichste Weise zum Rennplatz zurückgeschafft. Natürlich gewinnt „Arab Boy“ – und so kann Miss Fritton trotz des höchst turbulenten Besuchstages mit Barrikaden, Belagerung und Polizei viel Gesicht und ein bisschen Ruf wahren.

## Weitere Verfilmungen
Die Komödie war ein kommerzieller Erfolg, und in den folgenden Jahren entstanden – ebenfalls unter Regie und Produktion von Frank Launder – noch vier Fortsetzungen über St. Trinians: Blue Murder at St Trinian's (1957), The Pure Hell of St Trinian's (1960), The Great St Trinian's Train Robbery (1966) und The Wildcats of St Trinian's (1980). In jüngerer Vergangenheit entstanden unter Regie von Oliver Parker die Neuverfilmungen Die Girls von St. Trinian (2007) und Die Girls von St. Trinian 2 – Auf Schatzsuche (2009).

## Kritiken
Der Evangelische Film-Beobachter fasst seine Kritik wie folgt zusammen: „Die kleinen boshaften Girls des St. Trinians College erwachen zum Leben und zu höchst verzwickten und vergnüglichen Abenteuern. Nicht nur das Rennpferd im Schlafsaal der kleinen Mädchen macht diesen Film zum Spaß auch für die jüngeren Jahrgänge.“
Der Filmdienst nennt das Werk ein „gagreiches Lustspiel um ein groteskes Mädchenpensionat – mit satirischen Zügen, aber vor allem dem baren Unsinn huldigend.“

## Auszeichnungen
Das British Film Institute wählte Die Schönen von St. Trinians im Jahr 1999 auf Platz 94 der besten britischen Filme aller Zeiten.